# 1984年ロサンゼルスオリンピックの日本選手団
1984年ロサンゼルスオリンピックの日本選手団（1984ねんロサンゼルスオリンピックのにほんせんしゅだん）は、1984年にアメリカ・ロサンゼルスで行われた1984年ロサンゼルスオリンピックの日本選手団、およびその競技結果。選手名及び所属は1984年当時のもの。

## 概要
- 人員:　選手　231人、役員　77人
主将：山下泰裕、旗手：室伏重信
- 結団式：7月19日（岸記念体育会館）
- 解団式：8月15日（岸記念体育会館）

## メダル獲得者

### 金メダル
- 細川伸二（柔道男子60 kg級）
- 松岡義之（柔道男子65 kg級）
- 斉藤仁（柔道男子95 kg超級）
- 山下泰裕（柔道男子無差別級）
- 宮原厚次（レスリング男子グレコローマン52 kg級）
- 富山英明（レスリング男子フリースタイル57 kg級）
- 蒲池猛夫（射撃ラピット・ファイア・ピストル）
- 森末慎二（体操男子鉄棒）
- 具志堅幸司（体操男子吊り輪）
- 具志堅幸司（体操男子個人総合）

### 銀メダル
- 江藤正基（レスリング男子グレコローマン57 kg級）
- 入江隆（レスリング男子フリースタイル48 kg級）
- 赤石光生（レスリング男子フリースタイル62 kg級）
- 長島偉之（レスリング男子フリースタイル82 kg級）
- 太田章（レスリング男子フリースタイル90 kg級）
- 梶谷信之（体操男子平行棒）
- 森末慎二（体操男子跳馬）
- 具志堅幸司（体操男子跳馬）

### 銅メダル
- 野瀬清喜（柔道男子86 kg級）
- 斎藤育造（レスリング男子グレコローマン48 kg級）
- 高田裕司（レスリング男子フリースタイル52 kg級）
- 真鍋和人（ウエイトリフティングフライ級）
- 小高正宏（ウエイトリフティングバンタム級）
- 砂岡良治（ウエイトリフティングライトヘビー級）
- 坂本勉（自転車男子スプリント）
- 山本博（アーチェリー男子個人）
- 梶谷信之・山脇恭二・平田倫敏・具志堅幸司・外村康二・森末慎二（体操男子団体）
- 外村康二（体操男子床運動）
- 具志堅幸司（体操男子鉄棒）
- 江上由美・三屋裕子・石田京子・杉山加代子・宮島恵子・中田久美・森田貴美枝・広瀬美代子・廣紀江・大谷佐知子・小高笑子・利部陽子（バレーボール）
- 元好三和子（シンクロナイズドスイミング・ソロ）
- 元好三和子・木村さえ子（シンクロナイズドスイミング・デュエット）

## 陸上競技
監督：小掛照二

コーチ：宮川千秋

コーチ：中村清

コーチ：廣島日出国

コーチ：青山利春
- 臼井淳一（デサント）
  - 男子走り幅跳び：7位（7 m87 cm）
- 吉田雅美（和歌山県教委）
  - 男子やり投げ：5位（81 m98 cm）
- 吉田良一（順天大）
  - 男子400 mハードル：準決勝落選（49秒92）
- 金井豊（ヱスビー食品）
  - 男子10000 m：7位（28分27秒06）
- 溝口和洋（ゴールドウィン）
  - 男子やり投げ：予選失格（74 m82 cm）
- 高橋卓巳（高瀬高教）
  - 男子棒高跳び：12位（決勝記録なし）
- 高野進（東海大）
  - 男子400 m：準決勝落選（45秒88）
- 阪本孝男（東海スポーツ用品）
  - 男子走り高飛び：予選落ち（2 m21 cm）
- 室伏重信（中京大勤務）
  - ハンマー投げ：予選落ち（70 m92 cm）
- 宗茂（旭化成）
  - 男子マラソン：17位（2時間14分38秒）
- 宗猛（旭化成）
  - 男子マラソン：4位（2時間10分55秒）
- 植田恭史（美津濃）
  - 男子三段跳び：12位（15 m66 cm）
- 新宅雅也（ヱスビー食品）
  - 男子10000 m：16位（28分55秒54）
- 瀬古利彦（ヱスビー食品）
  - 男子マラソン：14位（2時間14分13秒）
- 大森重宜（國學院大研究生）
  - 男子400 mハードル：予選落ち（50秒14）
- 不破弘樹（東京農大第二高）
  - 男子100 m：2次予選落ち（10秒75）
- 大森重宜・高野進・不破弘樹・吉田良一
  - 男子4×400 mリレー：準決勝落選（3分10秒73）
- 佐々木七恵（ヱスビー食品）
  - 女子マラソン：19位（2時間37分04秒）
- 佐藤恵（沼垂高）
  - 女子走り高跳び：10位（1 m84 cm）
- 松井江美（中京大）
  - 女子やり投げ：予選落ち（57 m72 cm）
- 森美乃里（智頭中教）
  - 女子やり投げ：予選落ち（56 m60 cm）
- 増田明美（川崎製鉄）
  - 女子マラソン：途中棄権
- 福光久代（大昭和製紙）
  - 女子走り高跳び：予選落ち（1 m87 cm）

## 水泳

### 競泳
監督：浜口喜博

ヘッドコーチ：加藤浩時

コーチ：鶴峰治

コーチ：東島新次

コーチ：渡部敏夫
- 伊東慎治（中大）
  - 男子200 m個人メドレー：10位（2分06秒07）
  - 男子400 m個人メドレー：13位（4分29秒76）
- 奥野景介（早大）
  - 男子400 m自由形：予選落ち（4分06秒31）
- 隅田敏司（法大）
  - 男子100 m自由形：予選落ち（53秒83）
- 高橋繁浩（中京大研究生）
  - 男子100 m平泳ぎ：10位（1分04秒41）
  - 男子200 m平泳ぎ：12位（2分20秒93）
- 坂大平（日大）
  - 男子100 mバタフライ：予選落ち（56秒40）
  - 男子200 mバタフライ：9位（2分00秒31）
- 坂本弘（中京大）
  - 男子200 m自由形：予選落ち（1分54秒71）
- 緒方茂生（鳥栖高）
  - 男子100 m自由形：予選落ち（52秒96）
  - 男子200 m自由形：予選落ち（1分55秒97）
  - 男子400 m自由形：予選落ち（4分02秒97）
- 川和秀動（中大）
  - 男子100 mバタフライ：予選落ち（56秒52）
  - 男子200 mバタフライ：予選落ち（2分03秒07）
- 渡辺健司（大塚中）
  - 男子100 m平泳ぎ：予選落ち（1分06秒10）
  - 男子200 m平泳ぎ：15位（2分22秒29）
- 鈴木大地（市立船橋高）
  - 男子100 m背泳ぎ：11位（58秒30）
  - 男子200 m背泳ぎ：16位（2分06秒02）
- 坂大平・坂本弘・鈴木大地・高橋繁浩
  - 男子4×100 mメドレーリレー：決勝失格
- 緒方茂生・奥野景介・坂大平・坂本弘
  - 男子4×200 m自由形リレー：失格
- 緒方茂生・坂大平・坂本弘・隅田敏司
  - 男子4×100 m自由形リレー：予選落ち（3分30秒45）
- 伊勢多恵美（近大）
  - 女子100 mバタフライ：14位（1分03秒33）
- 関戸直美（文京学園女高）
  - 女子100 m背泳ぎ：予選落ち（1分05秒60）
  - 女子200 m背泳ぎ：14位（2分18秒87）
- 岩崎香（九州女学院高）
  - 女子100 m平泳ぎ：予選落ち（1分14秒68）
  - 女子200 m平泳ぎ：予選落ち（2分42秒69）
- 久米直子（デサント）
  - 女子200 mバタフライ：6位（2分12秒57）
- 高橋清美（専大）
  - 女子100 mバタフライ：11位（1分02秒55）
  - 女子200 mバタフライ：12位（2分16秒27）
- 桜井純子（藤村女子高）
  - 女子400 m自由形：予選落ち（4分28秒68）
  - 女子800 m自由形：予選落ち（9分13秒27）
- 中森智佳子（愛知淑徳高）
  - 女子100 m自由形：予選落ち（59秒00）
  - 女子200 m自由形：13位（2分04秒11）
  - 女子400 m自由形：14位（4分20秒18）
- 長崎宏子（秋田北高）
  - 女子100 m平泳ぎ：6位（1分11秒33）
  - 女子200 m平泳ぎ：4位（2分32秒93）
- 輿水秀香（山梨英和短大）
  - 女子200 m個人メドレー：15位（2分22秒81）
  - 女子400 m個人メドレー：14位（4分58秒02）
- 簾内望（専大）
  - 女子100 m背泳ぎ：予選落ち（1分07秒23）
  - 女子200 m背泳ぎ：予選落ち（2分25秒05）
- 簗瀬かおり（武南高）
  - 女子100 m自由形：予選落ち（58秒47）
  - 女子200 m自由形：16位（2分05秒24）
- 久米直子・関戸直美・長崎宏子・簗瀬かおり
  - 女子4×100 mメドレーリレー：決勝失格
- 斉藤美紀（近大付属高）・桜井純子・中森智佳子・簗瀬かおり
  - 女子4×100 m自由形リレー：予選落ち（3分54秒68）

### 水球
監督：清原伸彦

コーチ：原朗
- 大浦朝美（日体大）・甲斐真吾（日体大）・斉藤久治（日体大）・斉藤好史（大阪成蹊女短大勤務）・当麻成人（日体大研究員）・永田久喜（日体大）・福元寿夫（横浜サクライスイミングクラブ）・藤田悦司（自営業）・藤森耕資（横浜サクライスイミングクラブ）・宝亀大輔（日大）・宮原利幸（光陽グラフィックインターナショナル）・山崎慎次（日体大）・若吉浩二（筑波大大学院）
  - 男子：11位

### 飛込
コーチ：二木廣幸
- 山岸勲（埼玉栄高）
  - 男子高飛込：17位（462.09）
  - 男子飛板飛込：25位（427.14）
- 中島勝司（奈良県文化事業団）
  - 男子高飛込：15位（466.74）
- 馬淵よしの（コラル・ギャブレス高）
  - 女子高飛込：9位（348.60）

### シンクロナイズドスイミング
コーチ：井村雅代
- 元好三和子（筑波大大学院）
  - ソロ：銅メダル（187.050）
- 木村さえ子（関西保育専門学校）・元好三和子
  - デュエット：銅メダル（187.992）
- 藤原一乃（樟蔭女短大）：出場せず

## 体操
監督：阿部和雄

男子コーチ：監物永三

女子コーチ：塚原光男

女子チームリーダー：塚原千恵子

新体操コーチ：五明みさ子

ピアニスト：石崎弘子

### 体操競技
- 外村康二（紀陽銀行）
  - 男子床運動：銅メダル（19.700）
- 梶谷信之（奈良医科大職）
  - 男子あん馬：6位（19.625）
  - 男子個人総合：8位（117.375）
  - 男子平行棒：銀メダル（19.925）
- 具志堅幸司（日体大研究生）
  - 男子つり輪：金メダル（19.850）
  - 男子個人総合：金メダル（118.700）
  - 男子跳馬：銀メダル（19.825）
  - 男子鉄棒：銅メダル（19.950）
  - 男子平行棒：5位（19.800）
- 山脇恭二（大和銀行）
  - 男子つり輪：6位（19.725）
- 小野田博之（米子東高教）：出場せず
- 森末慎二（紀陽銀行）
  - 男子跳馬：銀メダル（19.825）
  - 男子鉄棒：金メダル（20.000）
- 平田倫敏（大和銀行）
  - 男子個人総合：9位（117.200）
- 梶谷信之・具志堅幸司・外村康二・平田倫敏・森末慎二・山脇恭二
  - 男子団体総合：銅メダル（586.70）
- 森尾麻衣子（明星学園高）
  - 女子個人総合：11位（76.850）
  - 女子床運動：7位（19.375）
- 大八木千尋（朝日生命ク）
  - 女子個人総合：18位（75.825）
- 望月のり子（二階堂高）
  - 女子個人総合：16位（76.100）
  - 女子段違い平行棒：7位（19.325）
- 大八木千尋・川瀬時枝（國學院高）・望月のり子・森尾麻衣子・行森文美（甲武中）・渡辺三重（桐朋女子高）
  - 女子団体：6位（376.75）
- 和田佐和子（明星学園中）：出場せず

### 新体操
- 山﨑浩子（東女体大研究生）
  - 個人総合：8位（56.675）
- 秋山エリカ（東女体大）
  - 個人総合：13位（56.050）

## 自転車
監督：岡本雄作

コーチ：藤原英興
- 桑沢秋雄（島野工業）
  - 男子50 kmポイント・レース：15位（8点（-1）、予選敗退）
- 高橋松吉（マエダ工業）
  - 男子個人ロード・レース：45位（5分22秒17）
- 佐藤仁（中大）
  - 男子50 kmポイント・レース：22位（2点（-2）、予選敗退）
- 坂本勉（日大）
  - 男子1000 mタイム・トライアル：13位（1分08秒87）
  - 男子スプリント：銅メダル
- 中武克雄（島野工業）
  - 男子スプリント：第3次予選敗者復活戦敗退
- 岡田晴光（島野工業）・桑沢秋雄・猿館貢（日大）・円谷義広（日大）
  - 男子4000 m団体追抜競走：11位（4分34秒39）
- 阿部和香子（会津若松一高）
  - 女子79.2 km個人ロード・レース：40位（2時間40分12秒）

## ハンドボール
監督：市原則之

コーチ：野田清
- 池ノ上孝司（湧永製薬）・生駒靖夫（湧永製薬）・井藤英忠（湧永製薬）・上村幸彦（大同特殊鋼）・大畑孝広（本田技研）・蒲生晴明（大同特殊鋼）・佐々木信男（本田技研）・志賀良弘（湧永製薬）・関健三（三陽商会）・高村誠一（大同特殊鋼）・田口勝利（大同特殊鋼）・中本満明（大同特殊鋼）・西山清（日新製鋼）・松井幸嗣（幕張北高教）・山本伸二（湧永製薬）
  - 男子：10位

## バレーボール

### 男子
ヘッドコーチ：中野尚弘

コーチ：南将之

アシスタントコーチ：大古誠司
- 岩島章博（富士フイルム）・岩田稔（新日鉄）・奥野浩昭（サントリー）・川合俊一（日体大）・下村英士（専売公社）・杉本公雄（富士フイルム）・蘇武幸志（富士フイルム）・田中幹保（新日鉄）・古川靖志（日本鋼管）・御嶽和也（富士フイルム）・三橋栄三郎（富士フイルム）・山田修司（富士フイルム）
  - 7位

### 女子
ヘッドコーチ：山田重雄

コーチ：米田一典

アシスタントコーチ：三浦敏子
- 石田京子（日立）・江上由美（日立）・大谷佐知子（大阪吹田クラブ）・小高笑子（日立）・利部陽子（日立）・杉山加代子（日立）・中田久美（日立）・廣紀江（筑波大）・広瀬美代子（ユニチカ）・三屋裕子（日立）・宮島恵子（日立）・森田貴美枝（日立）
  - 銅メダル

## レスリング
フリースタイル監督：福田富昭

フリースタイルコーチ：中田茂男

グレコローマン監督：市口政光

グレコローマンコーチ：平山紘一郎
- 安藤正哉（安藤コンクリート工業）
  - グレコローマン100 kg以上級：6位
- 宮原厚次（自衛隊）
  - グレコローマン52 kg級：金メダル
- 向井孝博（自衛隊）
  - グレコローマン74 kg級：2回戦敗退
- 江藤正基（自衛隊）
  - グレコローマン57 kg級：銀メダル
- 根本誠次（藤代紫水高教）
  - グレコローマンスタイル68 kg級：2回戦敗退
- 斎藤育造（和歌山県教委）
  - グレコローマン48 kg級：銅メダル
- 森山泰年（自衛隊）
  - グレコローマン82 kg級：2回戦敗退
- 馳浩（星陵高教）
  - グレコローマン90 kg級：2回戦敗退
- 長内清一（青森県三八教育事務所）
  - グレコローマン62 kg級：8位
- 藤田芳弘（和歌山北高教）
  - グレコローマン100 kg級：7位
- 高田裕司（館林高教）
  - フリースタイル52 kg級：銅メダル
- 上村政和（警視庁）
  - フリースタイル68 kg級：4位
- 石森宏一（大阪府警）
  - フリースタイル100 kg以上級：7位
- 赤石光生（日大）
  - フリースタイル62 kg級：銀メダル
- 太田章（早大教）
  - フリースタイル90 kg級：銀メダル
- 長島偉之（足利工高教）
  - フリースタイル82 kg級：銀メダル
- 入江隆（自衛隊）
  - フリースタイル48 kg級：銀メダル
- 樋口直巳（奈良県体協）
  - フリースタイル74 kg級：5位
- 富山英明（日大教）
  - フリースタイル57 kg級：金メダル
- 本田多聞（日大）
  - フリースタイル100 kg級：5位

## 柔道
監督：醍醐敏郎

コーチ：佐藤宣践

コーチ：関根忍
- 細川伸二（奈良工高教）
  - 男子60 kg以下級：金メダル
- 松岡義之（兵庫県警）
  - 男子65 kg以下級：金メダル
- 中西英敏（和歌山県教委）
  - 男子71 kg以下級：5位
- 高野裕光（鳥取エフワン）
  - 男子78 kg以下級：5位
- 野瀬清喜（埼玉大教）
  - 男子86 kg以下級：銅メダル
- 三原正人（大阪府警）
  - 男子95 kg以下級：2回戦敗退
- 斉藤仁（国士舘大教）
  - 男子95 kg超級：金メダル
- 山下泰裕（東海大教）
  - 男子無差別級：金メダル

## ウエイトリフティング
監督：三宅義信

コーチ：福田弘
- 我孫子薫（自衛隊）
  - 60 kg級：4位（270.0）
- 宮下日出海（自衛隊）
  - 52 kg級：4位（230.0）
- 佐々木保重（鶴岡西高教）
  - 67.5 kg級：6位（302.5）
- 砂岡良治（今市青少年スポーツセンター）
  - 82.5 kg級：銅メダル（340.0）
- 市場孝士（自衛隊）
  - 56 kg級：4位（250.0）
- 小高正宏（兵庫県盲学校教）
  - 56 kg級：銅メダル（252.5）
- 真鍋和人（一宮グループ日泉科学工業）
  - 52 kg級：銅メダル（232.5）
- 村木洋介（精思高教）
  - 60 kg級：5位（267.5）
- 平良朝治（沖縄県立奥武山総合運動場）
  - 67.5 kg級：5位（305.0）

## ボクシング
監督：久米利美

コーチ：斎藤義信
- 荻原千春（自衛隊）
  - ライトミドル級：3回戦敗退
- 高見公明（王寺工高教）
  - バンタム級：3回戦敗退
- 黒岩守（日大）
  - ライトフライ級：5位（準々決勝敗退）
- 三浦国宏（拓大）
  - ライトウエルター級：1回戦敗退
- 瀬川正義（拓大）
  - フライ級：2回戦敗退
- 東悟（日大）
  - フェザー級：2回戦敗退
- 平仲信明（日大）
  - ウエルター級：2回戦敗退

## フェンシング
監督：田渕和彦

コーチ：藤沢義彦
- 下川禎（法大）
  - 男子フルーレ個人：予選敗退
- 東伸行（和歌山県教委）
  - 男子フルーレ個人：予選敗退
- 梅沢賢一（山梨県公園運動場管理事務所）
  - 男子フルーレ個人：予選敗退
- 東伸行・梅沢賢一・金津義彦（法大）・子安英八（和歌山県教委）・下川禎
  - 男子フルーレ団体：予選敗退
- 及川あずさ（奈良県庁）
  - 女子フルーレ個人：27位
- 宮原美江子（東女体大研究生）
  - 女子フルーレ個人：30位
- 前川みゆき（清水建設）
  - 女子フルーレ個人：38位
- 及川あずさ・岡智子（日体大）・前川みゆき・宮原美江子
  - 女子フルーレ団体：8位

## アーチェリー
監督：飯塚十朗

コーチ：秦浩太郎
- 山本博（日体大）
  - 男子個人総合：銅メダル（2563点）
- 松下和幹（三菱電機）
  - 男子個人総合：4位（2552点）
- 島村一郎（自営）
  - 男子個人総合：52位（2312点）
- 石津裕子（山口県教委）
  - 女子個人総合：4位（2524点）
- 穂苅美奈子（国際基督教大高教）
  - 女子個人総合：10位（2481点）

## 射撃

### クレー射撃
監督：井口哲次郎
- 渡辺和三（三和）
  - トラップ：11位（186）
- 板倉幹夫（板倉精機）
  - スキート：13位（192）
- 平野元治（みつわ革漉工業）
  - トラップ：11位（186）
- 林英源（林真珠商会）
  - スキート：41位（184）

### ライフル射撃
監督：加藤稔

コーチ：山本忠正
- 蒲池猛夫（自衛隊）
  - 男子ラピッド・ファイア・ピストル：金メダル（595）
- 松尾薫（自衛隊）
  - 男子スモール・ボア・ライフル3姿勢：33位（1125）
- 赤塚裕幸（警視庁）
  - 男子ラピッド・ファイア・ピストル：23位（583）
- 中條公行（自衛隊）
  - 男子スモール・ボア・ライフル伏射：17位（591）
- 帖佐徳人（自衛隊）
  - 男子スモール・ボア・ライフル伏射：43位（585）
- 田代繁俊（自衛隊）
  - 男子フリー・ピストル：29位（540）
- 木場良平（自衛隊）
  - 男子エア・ライフル：18位（578）
  - 男子スモール・ボア・ライフル3姿勢：25位（1137）
- 平井親文（福岡県警）
  - 男子フリー・ピストル：18位（551）
- 香西式子（東京デザイナー学院出）
  - 女子エア・ライフル：11位（383）
  - 女子スモール・ボア・スタンダードライフル3姿勢：11位（568）
- 杉本充子（神奈川県警）
  - 女子スポーツ・ピストル：23位（564）
- 平川啓子（警視庁）
  - 女子スポーツ・ピストル：23位（564）

## カヌー
コーチ：畑満秀
- 井上清登（マルニ特殊家具）
  - レーシング男子カナディアン・シングル1000 mC1：8位（4分18秒72秒）
  - レーシング男子カナディアン・シングル500 mC1：6位（2分01秒79秒）
- 小池一守（大正大職）・柳沢尚久（上九一色村役場）
  - レーシング男子カヤック・ペア500 mK2：敗者復活戦敗退（1分47秒42）
  - レーシング男子カヤック・ペア1000 mK2：敗者復活戦敗退（4分00秒02）
- 和泉博幸（日体大）・福里修誠（戸田競艇組合）
  - レーシング男子カナディアン・ペア1000 mC2：準決勝敗退（4分10秒77）
  - レーシング男子カナディアン・ペア500 mC2：8位（1分50秒22秒）

## ボート
監督：磯一郎
- 阿部肇（中大）・川本俊介（中大）・前口英明（中大）・三好悟（中大）・小池明広（中大、かじ）
  - かじ付きフォア：8位（6分52秒62）
- 堀内俊介（東レ）
  - シングルスカル：敗者復活戦敗退（7分32秒53）

## セーリング
コーチ：山田敏雄

コーチ：松山和興
- 広沢孝治（本田技研）・沖田稔（本田技研）・藤原巧（本田技研）
  - ソリング級：17位（124.00）
- 高木裕（福岡大）・山本悟（福岡大）・三船和馬（福岡市立ヨットハーバー公社、出場せず）
  - 470級：11位（93.00）
- 佐藤三郎（本田技研）・脇永達也（本田技研）
  - フライングダッチマン級：14位（99.70）
- 佐藤務（ウィンド・サーフィン・ジャパン）
  - ウィンドグライダー級：16位（132.00）

## 近代五種
監督：坂下俊雄

コーチ：川添博幸（選手兼任）
- 荒木大三（自衛隊）
  - 男子：46位（4282）
- 川添博幸
  - 個人：29位（4809）
- 内田正二（警視庁）
  - 個人：28位（4829）
- 荒木大三・内田正二・川添博幸
  - 団体：11位（13920）
- 泉川寛晃（自衛隊）：出場せず

## 馬術
コーチ：竹田恒和
- 戸村崇（相生馬事公苑、馬名：パープレックス）
  - 障害飛越個人：46位（予選敗退）
- 中俣修（日本中央競馬会馬事公苑、馬名：メディーナ）
  - 馬場馬術個人：39位
- 中野善弘（乗馬クラブクレイン、馬名：コールマン）
  - 障害飛越個人：34位
- 東良弘一（京都洛北宝ヶ池観光農園、馬名：ラッキーボエッシジャー）
  - 障害飛越個人：馬体検査失格
- 陶器修一（芦屋大、馬名：ザ・シントー）
  - 障害飛越個人：14位（予選敗退）
- 牧野孝喜（筑波ライディングパーク、馬名：信長）
  - 馬場馬術個人：馬体検査失格
- 廣松伸忠（廣松喜八郎公認会計士事務所、馬名：バンソール）
  - 馬場馬術個人：43位
- 小畑隆一（甲南大中退）・陶器修一（馬名：ザ・シントー）・戸村崇（馬名：パープレックス）・中野善弘（馬名：コールマン）
  - 障害飛越団体：11位

## 本部
- 顧問：青木半治
- 顧問：藤田明
- 団長：柴田勝治
- 副団長：安斎実
- 総務主事：福山信義
- 本部役員：廣堅太郎
- 本部役員：林克也
- 本部役員：佐々木秀幸
- アタッシェ：田中克之
- サブ・アタッシェ：石田訓夫
- 本部員：樽味久行
- 本部員：土屋和平
- 本部員：浅沼隆和
- 本部員：三浦宜久
- 本部員：平野祐司
- 本部員：金古正
- 本部員：三瓶勝也
- ドクター：高沢晴夫
- ドクター：渡會公治
- ドクター：坂本静男
- ドクター：南谷和利
- マッサー：川野哲英
- マッサー：川上良太
- マッサー：白川守

## 備考
ドーピング騒動
バレーボール全日本男子の田中幹保と下村英士が、日本人の五輪史上としては初であるドーピング検査の陽性反応が出た。
まず田中が検査に引っかかった。風邪で体調を崩したためトレーナーが処方した葛根湯を無自覚で服用、この中に含まれるエフェドリンが検出されたため。この経緯のため田中自身は処罰されず、トレーナーが処分を受けた。
次に下村の場合は、テストステロンの異常値がみられたことから。ただしテストステロンが男性ホルモンの一種で生成に個人差があることから「執行猶予付き有罪」とされ隔離された。日本オリンピック委員会はこれを不服として再調査を行った結果、下村の特異体質ということが判明し無罪となった。